# Gem et lille smil til det bli'r gråvejr
"Gem et lille smil til det bli'r gråvejr" er en sang fra 1975 med dansk tekst af Gustav Winckler og indspillet samme år, ligeledes af Gustav Winckler. Sangen udkom på albummet Gem et lille smil – Gustav i 25 år, der kom i 1975 i forbindelse med Wincklers 25 års jubilæum som sanger. Sangen er en coverversion af "Everybody Loves Somebody", der blev skrevet i 1947 af Sam Coslow, Irving Taylor og Ken Lane, og som er bedst kendt i en udgave med Dean Martin.
Inden Wincklers succes med sangen, havde gruppen 3 Jacks ti år forinden forsøgt sig med deres oversættelse af Dean Martins sang. "Alle Og Enhver Ka' Bli' Forelsket" kaldte de deres - og altså den første danske - version, som dog aldrig blev noget hit.